# Argile
Argile este o arie protejată (sit de importanță comunitară — SCI) din Croația întinsă pe o suprafață de 7,34 ha, integral pe uscat.

## Localizare
Centrul sitului Argile este situat la coordonatele 45°26′31″N 13°42′32″E / 45.442°N 13.709°E.

## Înființare
Situl Argile a fost declarat sit de importanță comunitară în iulie 2013 pentru a proteja 1 specie de animale.

## Biodiversitate
Situată în ecoregiunea mediteraneană, aria protejată nu include niciun habitat protejat.
La baza desemnării sitului se află o specie protejată de  nevertebrate: Austropotamobius pallipes.